# Цельтнер Володимир Павлович
Володи́мир Па́влович Це́льтнер (Па́влов) (* 26 квітня 1926, Київ, УРСР - 3 квітня 1998, Москва, Росія) - художник та мистецтвознавець родом з Києва.

## Біографія
У 1950 році закінчив Київський інститут театрального мистецтва імені І. Карпенка-Карого. У 1949-1956 роках навчався в Київському державному університеті ім. Т. Г. Шевченка 
У 1980-ті працював у Центральному будинку художника в Москві.

## Публікації
- «Казімір Агніт-Следзевський» (1968)
- «Федір Манайло» / В. П. Цельтнер. - М. : Советский художник, 1986. - 144 с.
- «Валентин Литвиненко». Советский Художник, 1971, 142 с.
- у співавторстві з Л. Поповою: «Українське радянське мистецтво 20 - 30-их pp.» (1966),
- «Т. Н. Яблонська». Советский Художник, 1968, 170 с.
- «Українська радянська сатира» (1971).
- Лидия Ивановна Попова, Владимир Павлович Цельтнер «Очерки о художниках Советской Украины». Сов. художник, 1980 - 390 стор
- Американский художник Джеймс Розенквист / Владимир Павлович Цельтнер; Ред. Л. И. Попова.– М. : АРТ-Прес, 2000.– 127 с (рос.)

Автор статей на науково-популярні мистецькі теми.
- В. Павлов /В. П. Цельтнер/ Секрет их обаяния [Архівовано 18 квітня 2015 у Wayback Machine.]. Газета МОСКОВСКИЙ ХУДОЖНИК # 17—18 (1505) 9 июня 1995 г. Стр. 2